# 01011001
01011001 to siódmy studyjny album stworzony przez Arjena Anthony’ego Lucassena pod szyldem Ayreon. "01011001" jest binarnym odpowiednikiem liczby 89, co w systemie kodowania ASCII oznacza literę Y. W sumie głosu użyczyło 17 wokalistów i wokalistek, w tym sam Arjen. Jedynie Anneke van Giersbergen, Floor Jansen i sam Arjen użyczali glosu na poprzednich płytach Ayreon: Anneke na Into the Electric Castle, Floor na The Dream Sequencer, Arjen zaś na każdym albumie Ayreon z wyjątkiem Flight of the Migrator.

## Lista utworów

### CD 1 – Y
1. "Age of Shadows" − 10:47
  1. incl. "We Are Forever"
2. "Comatose" − 4:26
3. "Liquid Eternity" − 8:10
4. "Connect the Dots" − 4:13
5. "Beneath the Waves" − 8:26
  1. "Beneath the Waves"
  2. "Face the Facts"
  3. "But a Memory..."
  4. "World Without Walls"
  5. "Reality Bleeds"
6. "Newborn Race" − 7:49
  1. "The Incentive"
  2. "The Vision"
  3. "The Procedure"
  4. "Another Life"
  5. "Newborn Race"
  6. "The Conclusion"
7. "Ride the Comet" − 3:29
8. "Web of Lies" − 2:50

### CD 2 – Earth
1. "The Fifth Extinction" − 10:29
  1. "Glimmer of Hope"
  2. "World of Tomorrow Dreams"
  3. "Collision Course"
  4. "From the Ashes"
  5. "Glimmer of Hope (reprise)"
2. "Waking Dreams" − 6:31
3. "The Truth Is In Here" − 5:12
4. "Unnatural Selection" − 7:15
5. "River of Time" − 4:24
6. "E=MC2" − 5:50
7. "The Sixth Extinction" − 12:18
  1. "Echoes on the Wind"
  2. "Radioactive Grave"
  3. "2085"
  4. "To the Planet of Red"
  5. "Spirit on the Wind"
  6. "Complete the Circle"

## Twórcy

### Wokal
- Hansi Kürsch (Blind Guardian, Demons & Wizards)
- Daniel Gildenlöw (Pain of Salvation, ex-The Flower Kings)
- Tom S. Englund (Evergrey)
- Jonas Renkse (Katatonia)
- Jorn Lande (Masterplan, ex-ARK, ex-Beyond Twilight)
- Anneke van Giersbergen (Agua De Annique, ex-The Gathering)
- Steve Lee (Gotthard)
- Bob Catley (Magnum)
- Floor Jansen (ex-After Forever, Star One, Nightwish)
- Magali Luyten (Beautiful Sin, Virus IV)
- Simone Simons (Epica)
- Phideaux Xavier
- Wudstik
- Marjan Welman (Elister & Autumn)
- Arjen Anthony Lucassen
- Liselotte Hegt (Dial)
- Ty Tabor (King’s X, Platypus)

### Instrumenty
- Arjen Anthony Lucassen – gitara, keyboard, syntezatory, gitara basowa
- Ed Warby (Gorefest) – perkusja
- Lori Linstruth (ex-Stream of Passion) – solo gitarowe w "Newborn Race"
- Michael Romeo (Symphony X) – solo gitarowe w "E=MC2"
- Derek Sherinian (Planet X, Billy Idol, Yngwie Malmsteen, ex-Dream Theater) – solo na keyboardzie w "The Fifth Extinction"
- Tomas Bodin (The Flower Kings) – solo na keyboardzie w "Waking Dreams"
- Joost van den Broek (After Forever) – solo na keyboardzie w "The Sixth Extinction"
- Jeroen Goossens (Flairck) – flet
- Ben Mathot – skrzypce
- David Faber – wiolonczela